# Kirisji
Kirisji (russisk: Ки́риши) er en by i den europæiske del af Rusland. Byen har et indbyggertal på 49.631 (2024) indbyggere.
Kirisji ligger ca. 115 kilometer sydøst for Sankt Petersborg ved floden Volkhov, der løber fra søen Ilmen til søen Ladoga. Landsbyen Kirishi blev nævnt første gang i 1693. Den fik bystatus i 1965. Det russiske olie- og gasselskab Surgutneftegas har et stort olieraffinaderi i Kirisji.
Kirisji er hovedby for Kirisji rajon, der ligger i Leningrad oblast.